# Counting Crows

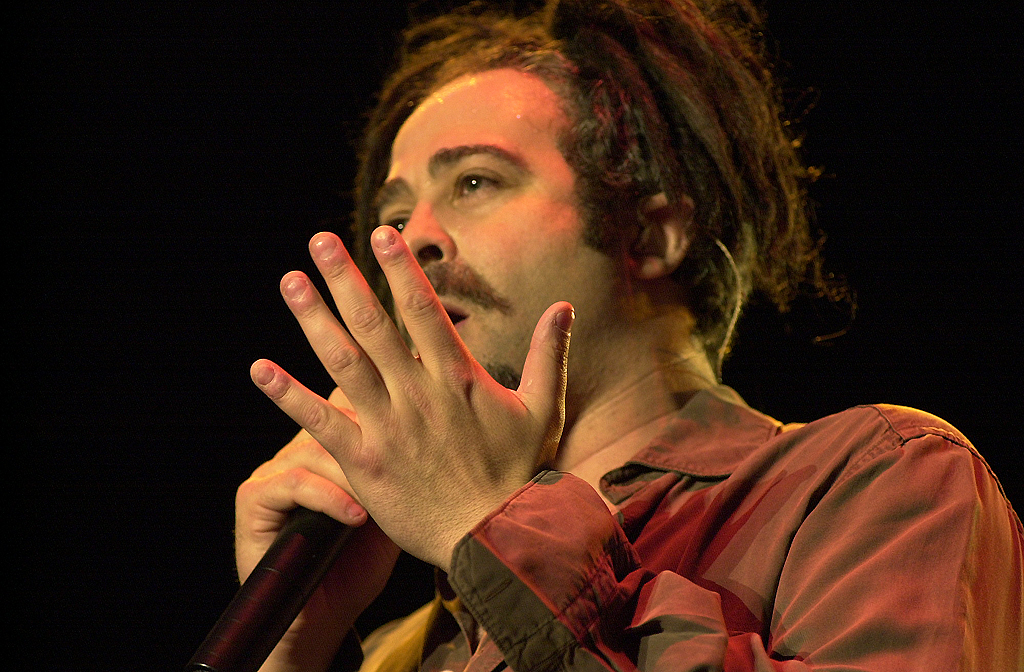
Adam Duritz - lider zespołu

Counting Crows – amerykańska grupa rockowa z San Francisco, założona w 1991 roku. Ich brzmienie jest swoistą mieszanką Van Morrisona, The Band i R.E.M. Praktycznie nieznany zespół stał się sensacją 1994 roku. Wtedy Counting Crows zaprezentowali swój wielki singel "Mr. Jones", pochodzący z wydanej rok wcześniej debiutanckiej płyty "August And Everything After". Ten utwór stał się ich biletem do sławy. Błyskotliwa osobowość Adama Duritza, frontmana i twórcy piosenek zespołu, zapewniła mu stałe miejsce w prasie nie tylko muzycznej. Później grupie nie wiodło się już tak dobrze, w 1996 roku ukazała się płyta "Recovering the Satellites", a dwa lata później koncertowa "Across a Wire - Live in New York". A po słabym przyjęciu trzeciego albumu "This Desert Life" (1999) Counting Crows skupili się głównie na graniu koncertów. Jednak w połowie 2002 roku grupa powróciła z czwartą w swojej karierze płytą - "Hard Candy". Na albumie znalazła się muzyka będąca kompilacją rocka, country i staromodnego popu. Gościnnie zaśpiewali także Sheryl Crow i Ryan Adams (z tym drugim Duritz śpiewał w jego wielkim singlu "Answering Bell"). Album, zawierający 13 utworów, promował singel z przebojem "American Girls". Duritz spytany o tę właśnie płytę powiedział: Tym razem chciałem skoncentrować się głównie na melodii. Poezja jest wspaniała - czytam poezję. Ale nie mam najmniejszego zamiaru być poetą. Piszę piosenki i chcę, by zostawiły trwały ślad w pamięci słuchaczy. Z kolei w listopadzie 2003 roku, ukazała się płyta, stanowiąca podsumowanie 10 lat twórczości Counting Crows. Album "Films About Ghosts" zawiera przeboje z czterech najlepszych longplayów zespołu, wystarczy wspomnieć o "Hangin' Around", "A Long December", "Mr. Jones" czy "Big Yellow Taxi". Znalazły się tam też dwa nowe single - "Friend Of The Devil" i "She Don't Want Nobody Near".

## Członkowie zespołu
Aktualni:
- Adam Duritz - śpiew, fortepian (od 1991)
- David Bryson - gitara (od 1991)
- Dan Vickrey - gitara (od 1993)
- David Immerglück - gitara, mandolina, gitara hawajska (od 1993)
- Jim Bogios - perkusja (od 2002)
- Charlie Gillingham - keyboard, akordeon (od 1991)
- Millard Powers - gitara basowa, fortepian (od 2005)

Byli członkowie:
- Ben Ulrich - perkusja (1990-1992)
- Marty Jones - gitara basowa (1990-1992)
- Lydia Holly - keyboard (1990-1992)
- Toby Hawkins - perkusja (1990-1992)
- Steve Bowman - perkusja (1992-1994)
- Ben Mize - perkusja (1994-2002)
- Matt Malley - gitara basowa (1992-2005)

## Dyskografia
Albumy studyjne:
- August and Everything After (1993)
- Recovering The Satellites (1996)
- This Desert Life (1999)
- Hard Candy (2002)
- Saturday Nights, Sunday Mornings(2008)
- Somewhere Under Wonderland (2014)

Albumy koncertowe:
- Across a Wire: Live in New York City (1998)
- New Amsterdam: Live at Heineken Music Hall (2006)
- August And Everything After Live At Town Hall [2011]

Składanki:
- Films About Ghosts (The Best Of...) (2003)

Single:
| Rok  | Tytuł                               | Pozycja na liście |
| Rok  | Tytuł                               | LP3               |
| ---- | ----------------------------------- | ----------------- |
| 1994 | Mr. Jones                           | 10                |
| 1994 | Rain King                           | 35                |
| 2002 | American Girls (& Sheryl Crow)      | 39                |
| 2003 | Big Yellow Taxi (& Vanessa Carlton) | 36                |
| 2004 | Accidentally in Love                | 4                 |